# Vērgale
Vērgale – wieś na Łotwie, siedziba pagastsu o tej samej nazwie, w novadsie Kurlandia Południowa, w odległości 30 km na północ od Lipawy.

## Historia
Miejscowość jest wzmiankowana pierwszy raz w dokumentach podziału Kurlandii między biskupem kurlandzkim i Zakonem Kawalerów Mieczowych, pod nazwą Virgenare. W 1597 r. w miejscowości wzniesiono kościół drewniany, w XVII w. zastąpiony murowanym. W 1612 r. jej właściciel Gerhard von Nolde sprzedał ją Heinrichowi von Sackenowi. W XVIII w. miejscowość została z kolei sprzedana Georgovi von Behrowi. Ok. 1780-1790 r. w miejscowości powstała pierwsza szkoła, zaś siedem lat później baron von Behr zbudował w Vērgale pałac. W 1837 r. obiekt ten został rozbudowany o drugie piętro. Jest to najważniejszy zabytek stylu empire w regionie Lipawy i jeden z ważniejszych w Kurlandii.
W 1905 r., podczas rewolucji, w okolicach Vērgale doszło do zbrojnych wystąpień. Zostały one spacyfikowane przez wojska pod dowództwem hrabiego von Keyserling. Kilku powstańców zostało rozstrzelanych w parku dworskim w Vērgale.
W 1920 r. majątek Vērgale został upaństwowiony w ramach łotewskiej reformy rolnej, do dworu przeniesiono wiejską szkołę. Od 1877 r. wieś była siedzibą gminy, jednak przed I wojną światową straciła taki status i odzyskała go dopiero po 1920 r. Aktualnie miejscowość jest siedzibą parafii, wchodzi w skład gminy Pavilosta.
W 1947 r., po wcieleniu Łotwy do ZSRR, w miejscowości utworzono kołchoz "Zelta Druva”, a rok później kolejne - “Uzvara” i “Jaunais ceļš”. W latach 50. wszystkie zjednoczono w kołchoz “Ļeņina ceļš”. W 1985 r. kościół we wsi został zburzony; odbudowano go siedem lat później.
W Vērgale działa lokalne muzeum ze zbiorami liczącymi ponad 3000 jednostek oraz biblioteka, która zajmuje dawny budynek dla służby przy dworze.